# Fortran 5
Fortran 5 war ein Duo der elektronischen Popmusik, bestehend aus den beiden Musikern David Baker und Simon Leonard, die zuvor als I Start Counting und später als Komputer in Erscheinung traten. Das Debütalbum Blues erschien 1991 bei Mute, gefolgt von dem Album Bad Head Park 1993. Als letzte Veröffentlichung des Duos unter dem Namen Fortran 5 gilt das Konzertalbum Avacado Suite von 1998.
Die Singles Crazy Earth (1990), Heart on the Line (1991), Love Baby (1991) und Look to the Future (1992), jeweils Auskopplungen aus dem Debütalbum Blues, konnten sich in den Hot Dance Singles Sales des Magazins Billboard platzieren.

## Diskografie

### Alben
- 1991: Blues (Mute)
- 1993: Bad Head Park (Mute)
- 1995: Avocado Suite (Mute)

### Singles
- 1990: Crazy Earth (Mute)
- 1990: Love Baby (Mute/Elektra)
- 1990: Lve Baby / Midnight Trip (Mute)
- 1991: Groove (Mute)
- 1991: Heart on the Line (Mute)
- 1991: Look to the Future (Mute)
- 1992: J R Hartley / Bass Degree Zero (Mute)
- 1993: Persian Blues (Mute)
- 1993: Time to Bream (Mute)
- 1995: She Knows The Lot / MS-20 (Mute)